# Christina Aguilera
Christina Maria Aguilera (přechýleně Aguilerová; * 18. prosince 1980, Staten Island, New York, New York, USA) je americká popová zpěvačka.
Podepsala smlouvu s RCA Records po nahrání písně Reflection pro film Legenda o Mulan. Její debutové album Christina Aguilera (1999) mělo úspěch jak u veřejnosti, tak i u kritiků a v roce 2000 jí toto album vyneslo cenu Grammy za nejlepšího nováčka. Záhy vydala latino-popové album Mi Reflejo, za něž vyhrála v roce 2001 latinskou Grammy za nejlepší popové album a také vánoční album My Kind of Christmas a obě tato alba se velmi dobře prodávala.
V roce 2002 jí vyšlo druhé studiové album Stripped, na kterém se značně kreativně podílela. Kritiky dostávalo různé a Christina za něj dostala další cenu Grammy, avšak její zjevně sexuální image během propagování tohoto alba se stala terčem silné kritiky a posměchu. Její třetí studiové album Back to Basics (2006) obsahuje prvky soulu, jazzu a blues. Dobře se prodává a dostalo dobrou kritiku a zajistilo Aguileře dvě nominace na Grammy.

## Biografie

### Dětství a počátky kariéry
Aguilera se narodila na Staten Island, New York, jejím otcem je Fausto Wagner Xavier Aguilera, seržant americké armády a matkou je Shelly Loraine Fidler. Aguileřin otec je latinského původu, narodil se v Guayaquilu, v Ekvádoru, zatímco její matka je Kanaďanka s německými, anglickými, irskými a dánskými předky. Christinini rodiče se seznámili, když její otec sloužil na Earnest Harmon Air Force Base (letecká základna) v Stephenville na Newfoundlandu v Kanadě.
Její rodiče se vzali když bylo její mamince 20 let a jejímu otci 31. Aguilera se svými rodiči žila do svých 6 nebo 7 let. Když se její rodiče rozvedli, vzala její matka ji a její sestru Rachel do domu jejich babičky v Rochesteru v Pensylvánii, což je dělnické předměstí Pittsburghu. Podle Aguilery a její matky byl otec Fausto řídící typ a fyzicky i citově hrubý, což se odráží v jejích písničkách „I'm OK“ a „Oh Mother“. Matka Shelly si poté vzala zdravotníka Jima Kearnse a změnila si jméno na Shelly Kearns.
Ve čtrnácti nahrála Christina svůj první singl All I Wanna Do, duet s japonským zpěvákem Keizem Nakashim.
Prvním, kdo poznal Christinin hlasový potenciál, byla její babička. Christina už odmalička toužila být zpěvačkou. Jako dítě vystupovala na různých akcích a účastnila se soutěží mladých talentů, kde byla často vítězem. Brzy na sebe přitáhla pozornost médií a byla známá jako malá holčička s velkým hlasem.
Podle pořadu Driven na VH1 byl na ni dokonce kvůli této nálepce vyvíjen velký nátlak. Když se soutěžící dozvěděli že půjdou proti ní, okamžitě couvli, protože proti ní prostě neměli šanci. Její vrstevníci na ni začali brzo žárlit a stávala se terčem posměchu a dokonce v jedné hodině tělocviku se pokusili ji napadnout. Dále například někdo propíchl pneumatiky jejich rodinného auta. Rodina se kvůli tomu dokonce přestěhovala a na Christinin příkaz o jejím talentu mlčela, aby zabránili dalšímu případnému útoku.
Dne 15. března 1990 se objevila v soutěži Star Search s písní A Sunday Kind of Love od Etty James, avšak nezvítězila. Brzy poté, co v této soutěži prohrála se objevila na KDKA-TV v pořadu Wake Up with Larry Richert a vystoupila zde se stejnou písní. Lidé poznamenali, že „desetiletá zní jako dvacetiletá“.
Během svého dětství v Pittsburghu zpívala The Star-Spangled Banner (americká hymna) před zápasy Pittsburgh Penguins (hokejový tým), Pittsburgh Steelers (americký fotbal) a Pittsburgh Pirates (baseball). Její první významná role přišla, když se dostala do show „The New Mickey Mouse Club“. Dalšími účinkujícími v této show byli například Britney Spears, Justin Timberlake, JC Chavez, Rhona Bennett (která se později stala členkou En Vogue), Ryan Gosling a Keri Russell. Podle dokumentu Driven jí kolegové říkali diva.
Jedno z jejich nejnezapomenutelnějších vystoupení bylo například když zazpívala I Have Nothing od Whitney Houston. Když show v roce 1994 skončila, začala Christina nahrávat různá dema, doufajíc že podepíše nahrávací smlouvu s nějakou nahrávací společností.
V roce 1997 reprezentovala Spojené státy na mezinárodním festivalu Golden Stars dvěma písněmi – jednou od Sheryl Crow a druhou od Diany Ross.

### 1998–2001: Začátky
V roce 1998 si v koupelně zpívala Run To You od Whitney Houston a nahrála si to na kazetu. Bezchybně na této nahrávce trefila E3. Poté byla vybrána aby nazpívala píseň Reflection pro disneyovský film 'Legenda o Mulan (1998). Díky nahrání této písně získala nahrávací smlouvu s RCA Records,a to všechno během jednoho týdne.
Reflection se dostala do top 20 v Billboard chart a byla nominována na Zlatý glóbus za nejlepší původní píseň.
Debutové album Christina Aguilera bylo vydáno v 24. srpna 1999. Dosáhlo na vrchol hitparády Billboard 200 i kanadské hitparády s prodejností 8 milionů kusů v USA v 14 milionů kusů po celém světě.
Její singly Genie in a Bottle, What a Girl Wants and Come on Over Baby (All I Want Is You) byly na prvním místě hitparády Billboard Hot 100 během let 1999 a 2000 a singl I Turn to You byl na třetí příčce. Aguilera vyhrála cenu Grammy za nejlepšího nováčka a za nejlepší ženský pěvecký výkon (za píseň Genie In A Bottle). Podle autorů, kteří se na tomto albu podíleli a objevili se v dokumentu Driven chtěla Christina ukázat rozsah a drzost svého hlasu během propagování alba a tak své písně zpívala za akustického doprovodu a v televizních show ji doprovázel pouze klavír. Zakončovala rok v show Large New Year's Special na MTV a tak byla prvním vystupujícím umělcem tohoto milénia na MTV.
Později v roce 2000 Christina poprvé použila svůj latinskoamerický původ a následujíc tehdejší trend lation-popu vydala 12. září 2000 své první španělské album Mi Reflejo. Toto album obsahovalo španělské verze písní z jejího debutu.
Obsadilo 27. příčku v hitparádě Billboard 200 a 1. v Latino hitparádě. Díky tomuto albu získala Christina v roce 2001 cenu Latino Grammy za nejlepší ženské popové album. Celkově se tohoto alba po světě prodalo 2,1 milionů kusů a získal v USA zlatou desku a třikrát platinové. Také získala cenu World Music Award jako nejlépe prodávaný latino umělec. Singl Falsas Esperanzas z tohoto alba se dostal do top 40 v Argentině.
Christina také vydala vánoční CD 24. října 2000, které bylo pojmenováno My Kind of Christmas. Dosáhlo na 28. místo v hitparádě Billboard 200, prodalo se ho 1,3 miliony kusů a v USA získalo platinovou desku. Ricky Martin požádal Christinu o natočení duetu Nobody Wants to Be Lonely z jeho alba Sound Loaded. Singl byl vydán v roce 2001 jako druhý singl z této desky. Ve Velké Británii a Německu se dostal do TOP 5, v USA do TOP 20 a ve Švýcarsku, Kanadě a Austrálii do TOP 40.
V roce 2001 byla Christina společně s Lil' Kim, Myou a P!nk vybrána pro předělání hitu Patti LaBelle z roku 1975 Lady Marmalade pro soundtrack k filmu Moulin Rouge!'. Lady Marmalade se držela na vrchole hitparády pět týdnů a v dalších 11 zemích také dosáhla na vrchol hitparád a všem zpěvačkám vynesla Grammy za nejlepší pěveckou popovou spolupráci.
Toho roku se do obchodů dostalo album Just Be Free, jedna z demo nahrávek, které Christina nahrála, když jí bylo asi 15 let. Když to zjistila její nahrávací společnost RCA Records, oficiálně doporučila fanouškům tento singl nekupovat a v Německu byl úplně z prodeje stažen.
O několik měsíců později chtěla nahrávací společnost Warlock Records vydat Just Be Free, album které obsahovalo další demo nahrávky. Christina podala na tuto společnost žalobu za porušení smlouvy a proti producentům tohoto alba, aby vydání desky zabránili. Nakonec se obě strany domluvily na vydání tohoto alba. Aguilera propůjčila své jméno, podobu a image na nespecifikovaný počet škod. Mnoho podrobností o žalobě zůstalo utajeno. Album bylo vydáno v roce 2001 a byla na něm fotka patnáctileté Christiny.
Ačkoliv bylo Christinino debutové album velmi úspěšné, nebyla spokojená s muzikou a image, kterou pro ni management vytvářel. V té době byl Christinin hudební styl považován za bubblegum pop, což byl tehdy velmi populární styl. Avšak Christina se veřejně zmiňovala o tom, že chce aby její další album mělo větší hloubku, jak muzikálně, tak textařsky. Vliv Steva Kurtze (její manager) na ni byl až moc velký, staral se o všechny její kroky, až za hranice smlouvy.
V říjnu 2000 podala Christina žalobu na Kurtze za nevhodný, nepatřičný a nepřiměřený vliv na její profesionální aktivity a také za podvod. Podle právních dokumentů se nestaral o její práva a zájmy a místo toho dělal to, co bylo užitečné pro něj. Tato žaloba byla podána, když Christina zjistila, že si z jejích příjmů bere víc než mu je dovoleno a z těchto peněz platí další asistenty, aby mu pomáhali. Také požádala California State Labor Commission aby byla smlouva anulována. Poté, co dala Kurzovi výpověď, najala si jako nového manažera Irvinga Azoffa. Tato změna managementu znamenala velikou změnu, především v muzice, kterou dále dělala.
Kurtz jí ještě toho stejného měsíce žalobu oplatil a žaloval ji za porušení smlouvy kvůli které se sama soudila. V žalobě uvedl, že lidé blízcí Christině se snažili narušit jejich obchodní vztah a také obvinil Azoffa.

### 2002–2003: éraStripped

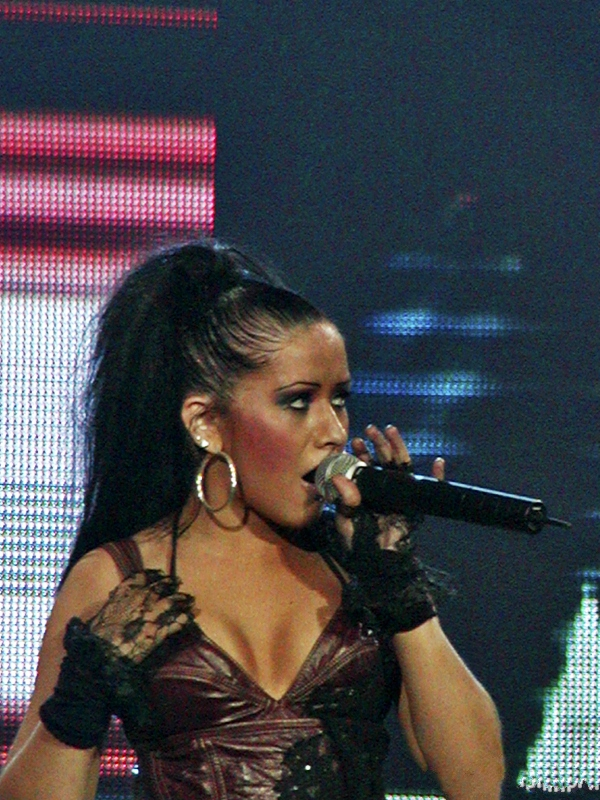
Christina během turné Stripped

Dne 29. října 2002, po dlouhých odkladech vyšlo druhé studiové album v angličtině s názvem Stripped.
V prvním týdnu se ho prodalo 330 tisíc kusů a umístilo se na druhém místě v hitparádě Billboard 200. Na velké části CD se autorsky podílela i Christina, která podepsala na toto album smlouvu s BMG. Na tomto albu je znát vliv mnoha stylů a to r'n'b, gospelu, soul, ballad, popu, rocku, hip hopu a jazzu. Většina kritiků toto album nepřijala tak dobře jako její debut a Christinin hlas začal být přehlížen, protože si začala budovat sexuálně provokativní image. Po vydání alba se nechala vyfotit pro časopisy jako Maxim, Rolling Stone a CosmoGirl!. Na většině z těchto fotografií byla nahá nebo částečně nahá. Popírala, že by touto změnou chtěla přitáhnout pozornost, podle ní tato image lépe vyjadřovala její skutečnou osobnost než ta předchozí. Svému alter egu začala říkat Xtina a měla to být její temná stránka.
Zpočátku měla tato image na její kariéru negativní efekt, zvláště po zveřejnění klipu Dirrty. Na MTV se tato píseň stala obrovským hitem, kdežto v amerických hitparádách příliš nebodovala. I přesto se Dirrty stalo celosvětovým hitem a v několika zemích se dostalo na první příčku. Album se dostalo do TOP 5 ve Velké Británii, USA a Kanadě. Druhý singl Beautiful byl velký hit v rádiích. Další singly Fighter, Can't Hold Us Down (který zpívá společně s Lil' Kim) a The Voice Within byly postupně vydávány v následujících dvou letech a tak se po tuto dobu Christina držela v žebříčcích. V albových hitparádách (v USA a Velké Británii) zůstalo Stripped taktéž až do roku 2004 a v USA bylo čtyřnásobně platinové a v celkové roční hitparádě bylo na desátém místě (podle časopisu Billboard).
Píseň Miss Independent od Kelly Clarkson zčásti napsala Christina a původně ji chystala pro své album.
Alba Stripped se celosvětově prodalo 10 milionů kusů a znamenalo částečnou ztrátu popularity v USA, zato větší popularitu v ostatních částech světa.
V červnu se Christina přidala k Justinu Timberlakeovi na jeho americké části turné. Toto společné turné nazvali Justified Stripped Tour (podle názvů alb obou interpretů). V srpnu v Atlantic City spadla část osvětlení v Boardwalk Hall a poškodila tak část vybavení. Protože se to stalo krátce před začátkem show, muselo být toto i několik dalších vystoupení zrušeno nebo odloženo. V poslední čtvrtině roku pokračovala Christina v turné i mimo USA, ale již samostatně. Tím se název turné zkrátil pouze na Stripped. Na tomto turné se Christina prezentovala velmi odvážně, především na jeho evropské části, protože Amerika je v tomto ohledu konzervativnější. Turné bylo velmi úspěšné a naprostá většina koncertů byla úplně vyprodána. Čtenáři časopisu Rolling Stone toto turné označili za nejlepší v daném roce. Christina si v této době obarvila vlasy na černo.
Na rok 2004 se chystalo další turné, na kterém měl předskokana dělat Chingy.
Turné bylo však odloženo, protože Christina měla krátce před plánovaným začátkem problémy s hlasivkami. Avšak britský bulvární deník The Sun informoval, že se turné zrušilo kvůli nízkému zájmu a nedostatku nového materiálu. Christina toto popřela.
Na cenách MTV Video Music Awards vystupovala společně s Madonnou, Britney Spears a Missy Elliot. Při tomto vystoupení zazněly Madonniny písně Like A Virgin a Hollywood a také se při něm Christina políbila s Madonnou, což vyvolalo velký skandál.
Během roku 2003 se Christina také stala tváří značky Versace.

### 2004–2005: přechod mezi obdobímiStrippedaBack to Basics
V lednu 2004 zveřejnil britský magazín pro muže ZOO že je Christina možná bisexuální. V jednom interview totiž prohlásila: „Přijde mi víc vzrušující dívat se na ženy než na muže. Promiňte, prostě ráda experimentuji se svojí sexualitou. Jestli to má znamenat dívky, tak ať“. Dále prohlásila, že má ráda nezávazný sex. „Mám ráda nezávazný sex a zbožňuju nezávazný sex. Ale to neznamená, že nejsem schopná držet nohy u sebe.“
Christina se poté rozhodla nasadit mnohem zralejší image, za což byla spíše chválena.
Nahrála píseň Hello pro reklamu firmy Mercedes-Benz. Krátce poté začala pracovat na novém materiálu a obarvila si vlasy na blond, ostříhala se a nasadila image a’la Marilyn Monroe. Mnoho fanoušků tvrdí, že společně s dalšími hvězdami Hollywoodu (jako jsou Dita Von Teese, Gwen Stefani a Ashley Judd) přináší hollywoodský glamour dvacátých, třicátých a čtyřicátých let.
Před blížícími se prezidentskými volbami v USA v roce 2004 se Christina zapojila do neziskové kampaně Declare Yourself a objevila se na billboardech s heslem Only You Can Silence Yourself (Jenom ty můžeš sám sebe umlčet). Tato kampaň měla přilákat (nejen) mladé voliče k volbám. Na těchto billboardech byla Christina vyfocená se zavřenými a sešitými ústy, které měly představovat nevyjádření názoru v případě že nepůjdete volit. Objevila se v show Oprah Winfrey, aby zde pohovořila o tom, jak je důležité volit.
Ke konci léta 2004 vydala dva singly. Prvním byl Car Wash, předělávka písně od Rose Royce. V této písni si zarapovala Missy Elliott a tento singl byl nahrán pro soundtrack filmu Příběh Žraloka. Druhá píseň byla také duet, tentokrát s raperem Nellym a jmenuje se Tilt Ya Head Back. Oba singly v USA komerčně propadly, ale znatelně lépe si vedly v ostatních částech světa.
Po nějaké době vyšlo Christinino první DVD Stripped Live In UK, záznam z jejího koncertu ve Velké Británii. V prosinci uvedla na trh parfém Xpose, který byl však k zakoupení pouze jen v některých evropských zemích.
Christina spolupracovala s jazzovým umělcem Herbiem Hancockem na předělávce písně Leona Russela A Song For You, kterou nahráli na Hancockovo album Possibilities. Za tuto píseň získali nominaci na Grammy za nejlepší popovou pěveckou spolupráci.
Christina se vrátila ke svým kořenům u Disneyho. Zahajovala oslavy padesátého výročí Disneylandu písní When You Wish upon a Star. Také spolupracovala s Andreou Bocellim na písní Somos Novios pro jeho album Amore, které vyšlo na začátku roku 2006. Vystupovala na charitativním plese Unite of the Stars (byla to akce proti hladomoru) v Johannesburgu v Jihoafrické republice na konci roku 2005 společně s hvězdami jako Diana Ross a Westlife a také v listopadu vystupovala na Children’s Fund Nelsona Mandely.

### 2006–2008: éraBack to Basicsa album největších hitů

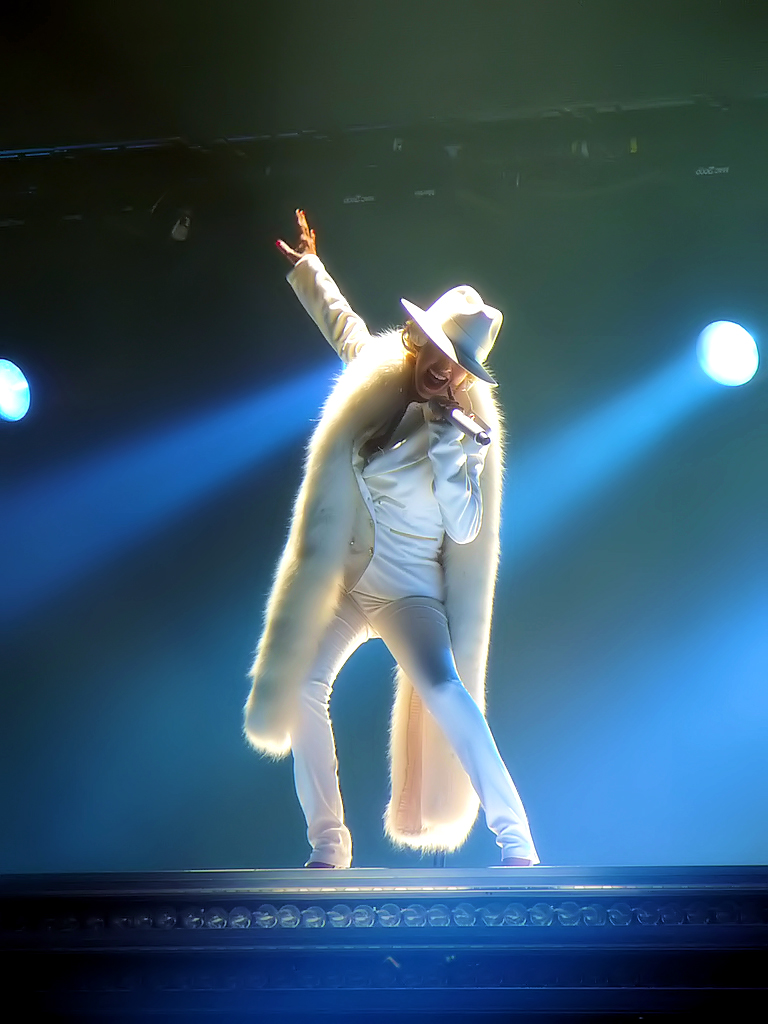
Back to Basics Tour

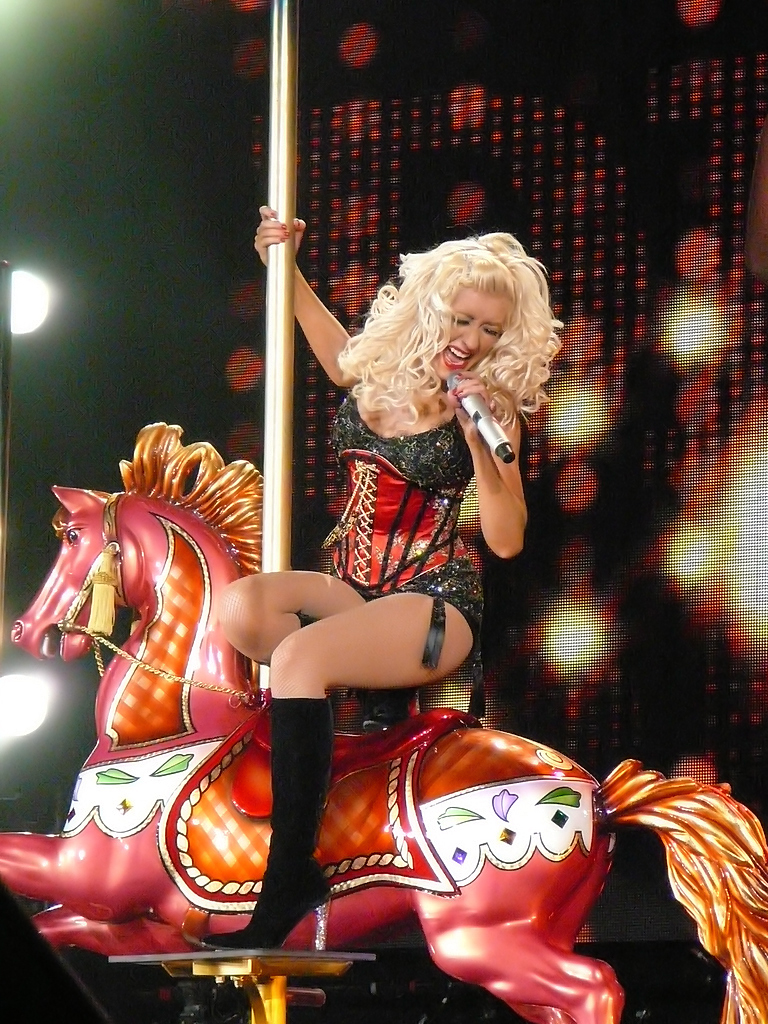
Back to Basics Tour

V březnu 2006 podepsala smlouvu s mobilním operátorem Orange aby tuto společnost zastupovala a propagovala nové typy mobilů Sony Ericsson Walkman po Evropě. Společně s libanonskou zpěvačkou Elipsou a korejskou zpěvačkou Rain se objevila v reklamě na nápoj Pepsi. Spot se vysílal v roce 2006 během světového fotbalového šampionát.
Christina také pózovala nahá pro květnové vydání časopisu GQ. Při tomto focení se nechala inspirovat Marlene Dietrich. V tomto čísle s ní byl také rozhovor, kde vyjádřila své zklamání ze své kolegyně Mariah Carey: „Nikdy se ke mně nechovala odměřeně…do té doby než jsme byly na párty a myslím, že se tam dost opila a říkala mi opravdu ponižující věci.“ Mariah v tisku odpověděla: „Je smutné, že využívá mého jména a vytahuje záležitosti z minulosti, aby se sama zviditelnila.“
Aguilera poté prohlásila: „Mým záměrem nebylo Mariah rozčílit jakýmkoliv prohlášením, které bylo vytrženo z kontextu. Velmi ji respektuji.“ Bodyguard Christiny, který pracoval osm let s Madonnou a šest let s Jennifer Lopez, prohlásil: „Ty ostatní mají svá vystoupení spíš o show a o tu podívanou, ale tahle holka (tím myslel samozřejmě Christinu) umí zpívat.“
Christinino třetí studiové album v angličtině album Back to Basics vyšlo 15. srpna a ve třinácti zemích se dostalo na první příčku. Úvodní singl Ain't No Other Man měl úspěch, v USA se dostal na šesté místo a ve Velké Británii do TOP 3. Časopis Rolling Stone ho zařadil na 18. místo v žebříčku nejlepších písní v roce 2006.
Christina toto dvojcédéčko popsala jako návrat k stylu dvacátých, třicátých a čtyřicátých let, to znamená jazz, blues, soul, ale s moderním nádechem.
Mezi producenty tohoto alba jsou například DJ Premiér, Kwamé, Linda Perry a Mark Ronson. Jedna píseň, „F.U.S.S.„, byla napsána jako odpověď na napětí mezi Christinou a Scottem Storchem během nahrávání alba Stripped. Druhým singlem z alba Back To Basics je píseň Hurt. Umístil se na čtvrtém místě ve světovém žebříčku, na prvním místě hitparády Billboard’s Eurochart Singles Sales a na devatenáctém místě Billboard Chart.
Vedle propagování svého alba spolupracovala Christina s P. Diddym na písni Tell Me, kterou lze najít na albu Press Play. Singl byl vydán na podzim 2006. Usadil se na dvacáté příčce britské hitparády a další týden se dostal až na místo osmé.
V září 2006 ohlásila Baby Jane (jak si Christina též někdy říká) své turné Back To Basics, s osmnácti koncerty v Evropě, přičemž první odehrála 17. listopadu a poslední 17. prosince v Praze. Na rozdíl od jejich původních plánů uspořádat pouze turné po malých klubech rozjíždí 20. února v Houstonu a zakončuje ji 5. května ve Floridě.
Ale trvá na tom, že turné po klubech ještě určitě uspořádá.
Během pěti měsíců se prodalo alba Back to Basics 3,3 milionů kusů, z toho 1,3 milionů ve Spojených státech.
Třetím singlem z tohoto alba je Candyman . Video se natáčelo 25. ledna a byl vpuštěn na televizní obrazovky během února 2007.
Na konci září 2008 vtrhl do českých rádií singl Keeps Gettin' Better, které předcházelo stejnojmennému albu, jež vyšlo 7. listopadu 2008. Jedná se o výběr těch nejlepších songů z let 1999 až 2008. Najdete zde singly jako Genie In A Bottle, What A Girl Wants, I Turn To You nebo Fighter, Beautiful či novější Ain't No Other Man, Candyman. Novinky pak zastupují singly Genie 2.0, Keeps Gettin' Better, Dynamite.

### 2010–2017: albumBionic, filmVarietéa porotcování v soutěži The Voice
Šesté studiové album Bionic vyšlo 8. června 2010. Aguilera na něm spolupracovala s Lindou Perry, anglickou zpěvačkou M.I.A. nebo americkou rapperkou Nicki Minaj. Album Bionic, na kterém se zpěvačka odklonila od popu k elektronice a taneční hudbě se dočkalo smíšeného přijetí od veřejnosti. Prodeje alba zůstaly za očekáváním, deska v prvním místě debutovala až na třetím místě amerického žebříčku s prodejem 110,000 tisíc kusů. Krátce po vydání počinu zpěvačka ukončila propagaci desky a zrušila i nadcházející letní turné. Jako důvod uvedla nedostatek času na přípravu. Album Bionic je prvním v kariéře zpěvačka, za které neobdržela žádnou nominaci na cenu Grammy. Zpěvačka později v jednom z rozhovorů řekla: „Byla jsem na desku opravdu pyšná. Propagaci jsme zvládli dobře, ale výsledek ovlivnilo spoustu dalších aspektů. Nic mě ale nezastaví, je to motivace pro další práci.“ Dne 15. listopadu 2010 obdržela Christina svou hvězdu na Hollywoodském chodníku slávy.
V listopadu 2010 byl uveden do kin film Varieté, ve kterém Christina Aguilera ztvárnila hlavní roli venkovské holky Ali Rose, která najde lásku a úspěch v losangeleském burleskním klubu. K filmu byl natočen i soundtrack, na který nazpívala celkem osm písní. Po boku Aguilery se ve filmu objevila zpěvačka Cher a herci Stanley Tucci, Eric Dane, Kristen Bellová a Cam Gigandet.
Společně se soundtrackem natočila Christina Aguilera i duet Castle Walls s americkým rapperem T.I. pro jeho desku No Mercy. 6. února 2011 zazpívala v přímém přenosu finále Super Bowlu americkou hymnu. Za vystoupení ale slízla pořádnou kritiku, jelikož zapomněla slova hymny. Za incident se poté omluvila v pořadu televize CNN.
V dubnu 2011 se stala po boku Adama Levina, Cee Lo Greena a Blakea Sheltona porotkyní hudební soutěže The Voice. Soutěž vysílaná na stanici NBC se stala okamžitě hitem a jedním z nejsledovanějších pořadů. Aguilera během soutěže natočila píseň Moves Like Jagger se skupinou Maroon 5, jejímž členem je jeden z porotců Adam Levine. Song se vyšplhal na první místo americké Billboard Hot 100.
V květnu 2011 Aguilera oznámila, že natáčí novou desku, která by mohla vyjít na přelomu jara a léta 2012.
Dne 9. listopadu 2012 Christina vydala své 5 studiové album, nesoucí název Lotus. Christina na tomto albu popisuje své zážitky a pocity z posledních pár let. Lotus je (jak ona sama říká) jako znovuzrození! Z alba vzešel velmi úspěšný pilotní singl Your Body, který jako první Christinin klip obdržel VEVO certifikaci. Další dva singly, Let There Be Love a Just A Fool už tak úspěšné nebyly. Neznámo kde se totiž zasekla propagace jinak podařeného alba, tudíž se úspěchy nedostavily…

### 2018: albumLiberation
Zpěvačka začala od konce dubna své fanoušky lákat na nové album Liberation na sociálních sítích.
První singl Accelerate s rappery 2 Chainz a Ty Dolla Sign vyšel 3. května 2018. Druhý promo singl Twice vyšel 11. května, třetí singl Fall in Line s Demi Lovato vyšel 16. května a poslední singl Like I Do ft. GoldLink byl vydán 7. června.
Album se v prvním týdnu vydání dostalo na 6. místo Billboard Hot 200 a na 17. místo v UK Albums Chart.
Liberation obsahuje prvky hip-hopu, R&B a popu.
Christina na jeho podporu vyjela na The Liberation Tour, které proběhlo ve Spojených státech od 25. září 2018 do 13. listopadu 2018. Turné mělo celkem 21 zastávek a bylo to první turné Christiny po 10 letech.

### 2019–současnost: The Xperience, The X Tour
The Xperience je 1. rezidence Christiny probíhající od 31. května 2019 v Zappos Theater v Las Vegas.
Dále se v roce 2019 konalo turné The X Tour v Evropě a Mexiku probíhající od 4. července do 7. prosince.

### Osobní vztahy
V roce 2000 se spekulovalo o vztahu Christiny s Carsonem Dalym (VJ na stanici MTV), ačkoli to obě strany popřely. O tomto vztahu se diskutovalo především poté, co Eminem vydal píseň The Real Slim Shady. V této písni Eminem tvrdí že měla poměr jak s Dalym, tak s Fredem Durstem, zpěvákem kapely Limp Bizkit. Christina tyto pomluvy označila za nepravdivé a nechutné. S Eminemem se o tři roky později usmířili v zákulisí cen MTV Video Music Awards.
Dva roky chodila s tanečníkem Jorgem Santosem. Tento vztah skončil v září 2001.
Na konci roku 2002 začala chodit s Jordanem Bratmanem a v únoru 2005 oznámili své zasnoubení. Svatba proběhla 19. listopadu 2005 v Napa Valley v Kalifornii. Dne 12. ledna 2008 porodila Christina v losangeleské nemocnici Cedar Sinai chlapce. Dostal jméno Max Liron. Dne 14. října 2010 podala Christina Aguilera žádost o rozvod, ten proběhl 15. dubna 2011.

## Charita
Během své kariéry spolupracovala s několika charitativními organizacemi. Byla první celebritou, která podepsala dopis od organizace PETA vládě Jižní Koreje, ve kterém požadují zastavení zabíjení psů pro jídlo.
Christina také přispěla částkou 200 000 dolarů na azylový dům pro ženy v nouzi v Pittsburghu.
Aguilera se angažuje v boji proti AIDS v projektu „Los Angeles' Artists Against AIDS“ předěláním písně „What’s Going On?“. V roce 2004 se stala tváří kosmetické společnosti M•A•C a také mluvčím nadace AIDS této společnosti. Také se objevila v reklamě na jejich rtěnky a lesky na rty.
Její veškeré svatební dary byly dány na charitu na pomoc obětem hurikánu Katrina.
Podle časopisu Billboard si vybral Elton John Christinu jako jednu z hvězd na „Fashion Rocks“ koncert na podporu jeho nadace proti AIDS.

## Diskografie
Studiová alba
- Christina Aguilera (1999)
- Mi Reflejo (2000)
- My Kind of Christmas (2000)
- Stripped (2002)
- Back to Basics (2006)
- Bionic (2010)
- Lotus (2012)
- Liberation (2018)
- Aguilera (2022)